# 埃格島
埃格島是美國的島嶼，位於太平洋海域，屬於福克斯群島的一部分，由阿拉斯加州負責管轄，長19.3公里、寬12公里，面積1.259平方公里，島上無人居住。
53°51′46″N 166°02′38″W / 53.86278°N 166.04389°W